# Ivars de Noguera
Ivars de Noguera és un municipi de Catalunya situat a la comarca de la Noguera.
El poble d'Ivars de Noguera és l'únic nucli amb població del municipi, que comprèn, a més, el despoblat de Boix.

## Història
Fou conquerit pel Comte d'Urgell Ermengol VI, l'any 1107. El 1116 aquest territori en plena colonització estava sota la Senyoria de Ramon Berenguer d'Àger del llinatge d'Arnau Mir de Tost.
Al llarg del temps va passar a mans de diferents llinatges fins després del desmembrament del Comtat d'Urgell. El 1414 s'integrà a la Baronia d'Alfarràs, convertida en Marquesat a l'inici del segle xviii.
El 1964 va annexar la part meridional de l'antic terme de Tragó de Noguera, que correspon al poble de Boix.

## Geografia
- Llista de topònims d'Ivars de Noguera (Orografia: muntanyes, serres, collades, indrets..; hidrografia: rius, fonts...; edificis: cases, masies, esglésies, etc).

## Demografia
| 1497 f | 1515 f | 1553 f | 1717 | 1787 | 1857 | 1877 | 1887 | 1900 | 1910 |
| ------ | ------ | ------ | ---- | ---- | ---- | ---- | ---- | ---- | ---- |
| 25     | -      | 30     | 84   | 272  | -    | 488  | 477  | 477  | 459  |

| 1920 | 1930 | 1940 | 1950 | 1960 | 1970 | 1981 | 1990 | 1992 | 1994 |
| ---- | ---- | ---- | ---- | ---- | ---- | ---- | ---- | ---- | ---- |
| 491  | 471  | 567  | 415  | 402  | 393  | 376  | 365  | 343  | 343  |

| 1996 | 1998 | 2000 | 2002 | 2004 | 2006 | 2008 | 2010 | 2012 | 2014 |
| ---- | ---- | ---- | ---- | ---- | ---- | ---- | ---- | ---- | ---- |
| 340  | 334  | 338  | 329  | 345  | 357  | 348  | 360  | 361  | 350  |

| 2016 | 2018 | 2020 | 2022 | 2024 | 2026 | 2028 | 2030 | 2032 | 2034 |
| ---- | ---- | ---- | ---- | ---- | ---- | ---- | ---- | ---- | ---- |
| 351  | 337  | 332  | 327  | 318  | -    | -    | -    | -    | -    |